# Love Untangled
Love Untangled (originaltitel: Gobaekui Yeoksa) är en sydkoreansk dramakomedifilm som har premiär på Netflix den 29 augusti 2025. Filmen är regisserad av Sun Namkoong.

## Handling
En tonårstjej med oregerligt hår tror sig kunna attrahera skolans populäraste kille med hjälp av en påhittig klasskamrat.

## Rollista (i urval)
- Gong Myoung - Han Yun-seok
- Shin Eun-soo - Park Se-ri
- Cha Woo-min - Kim Hyeon